# Marcelo Guerrero
Marcelo Fernando Guerrero Gorriarán (Montevideo, 20 maggio 1983) è un ex calciatore uruguaiano, di ruolo attaccante.